# Demokratisk globalisering
Demokratisk globalisering är en social rörelse mot ett institutionellt system av global demokrati. En av dess förespråkare är den brittiske politiska tänkaren David Held. Under det senaste decenniet publicerade Held ett dussin böcker om demokratins spridning från territoriellt definierade nationalstater till ett system av global styrning som omfattar hela världen. För vissa är demokratisk mundialisering (från den franska termen mondialisation) en variant av demokratisk globalisering som betonar behovet av att medborgare världen över direkt väljer världsledare och medlemmar av globala institutioner; för andra är det helt enkelt demokratisk globalisering under ett annat namn.
Dessa förespråkare menar att syftet med demokratisk globalisering är att:
- Öka globaliseringen och förena människor mer och göra dem mer sammansvetsade. Denna expansion bör skilja sig från ekonomisk globalisering och "göra människor närmare varandra, mer enade och skyddade". På grund av en mängd olika åsikter och förslag är det fortfarande oklart vad detta skulle innebära i praktiken och hur det skulle kunna förverkligas.
- Se till att det når alla verksamhets- och kunskapsområden, inklusive statliga och ekonomiska, eftersom det ekonomiska är avgörande för att utveckla världsmedborgarnas välbefinnande.
- Ge världens medborgare demokratisk tillgång och inflytande över dessa globala aktiviteter. Till exempel presidentval till FN:s generalsekreterare av medborgarna och direktval av ledamöter i en parlamentarisk församling i FN.

Anhängare av demokratisk globalisering menar att valet av politisk inriktning bör lämnas till världsmedborgarna genom deras deltagande i världens demokratiska institutioner. Vissa förespråkare inom antiglobaliseringsrörelsen håller inte nödvändigtvis inte med om denna ståndpunkt. Till exempel har George Monbiot, normalt förknippad med anti-globaliseringsrörelsen (som föredrar termen global rättviserörelse), i sitt verk Age of Consent föreslagit liknande demokratiska reformer av de flesta större globala institutioner, och föreslår direkta demokratiska val av sådana organ och en form av världsregering.

## Bakgrund
Demokratisk globalisering stöder utvidgningen av politisk demokratisering till ekonomisk och finansiell globalisering. Den bygger på en idé om att fria internationella transaktioner gynnar det globala samhället som helhet. De tror på finansiellt öppna ekonomier, där regeringen och centralbanken måste vara transparenta för att behålla marknadernas förtroende, eftersom transparens innebär undergång för autokratiska regimer. De främjar demokrati som gör ledare mer ansvariga gentemot medborgarna genom att avskaffa restriktioner för sådana transaktioner.

## Sociala rörelser
Den demokratiska globaliseringsrörelsen började få allmänhetens uppmärksamhet när New York Times rapporterade om dess demonstration för att bestrida bildandet av Världshandelsorganisationen (WTO) i Seattle, Washington, november 1999. Denna sammankomst syftade till att kritisera orättvis handel och odemokratisk globalisering av WTO, Världsbanken, Världsekonomiskt forum (WEF) och Internationella valutafonden. Dess primära taktik var offentliga demonstrationer, gatuteater och civil olydnad.
Demokratisk globalisering, hävdar förespråkare, skulle uppnås genom att skapa demokratiska globala institutioner och omvandla internationella organisationer (som för närvarande är mellanstatliga institutioner kontrollerade av nationalstaterna) till globala organisationer kontrollerade av världsmedborgare. Rörelsen föreslår att man gör det gradvis genom att bygga ett begränsat antal demokratiska globala institutioner med ansvar för ett fåtal avgörande områden av gemensamt intresse. Dess långsiktiga mål är att dessa institutioner senare federeras till en fullfjädrad demokratisk världsregering.

### Global demokrati
Således stöder den den internationella kampanjen för inrättandet av en parlamentarisk församling inom FN, som skulle möjliggöra deltagande av medlemsländernas lagstiftare och, så småningom, direktval av FN-parlamentsledamöter av medborgare världen över.

## Skillnader med antiglobalisering
Anhängare av demokratisk globalisering menar att valet av politiska inriktningar bör lämnas till världsmedborgarna, via deras deltagande i världens demokratiska institutioner och direkta röster för världspresidenter (se presidentialism).
Vissa anhängare av "antiglobaliseringsrörelsen" håller inte nödvändigtvis inte med om denna ståndpunkt. Till exempel har George Monbiot, normalt förknippad med antiglobaliseringsrörelsen (som föredrar termen Global Justice Movement), i sitt verk Age of Consent föreslagit liknande demokratiska reformer av de flesta större globala institutioner, och föreslår direkta demokratiska val av sådana organ av medborgarna, och föreslår en form av "federal världsregering".

## Förfarande
Demokratisk globalisering, hävdar förespråkare, skulle uppnås genom att skapa demokratiska globala institutioner och omvandla internationella organisationer (som för närvarande är mellanstatliga institutioner kontrollerade av nationalstaterna) till globala organisationer som kontrolleras genom medborgarnas röster. Rörelsen föreslår att man gör det gradvis genom att bygga ett begränsat antal demokratiska globala institutioner med ansvar för ett fåtal avgörande områden av gemensamt intresse. Dess långsiktiga mål är att dessa institutioner senare federeras till en fullfjädrad demokratisk världsregering.
De föreslår skapandet av globala tjänster för medborgarna, såsom globala civilskydds- och förebyggande tjänster (mot naturkatastrofer).

## Förespråkare
Begreppet demokratisk globalisering har anhängare från alla områden. Många av kampanjerna och initiativen för global demokrati, såsom UNPA-kampanjen, listar citat av och namn på sina anhängare på sina webbplatser.

### Akademiker
Några av de mest produktiva förespråkarna är den brittiske politiska tänkaren David Held och den italienska politiska teoretikern Daniele Archibugi. Under det senaste decenniet publicerade de flera böcker om demokratins spridning från territoriellt definierade nationalstater till ett system av global styrning som omfattar hela planeten. Richard Falk har utvecklat idén ur ett folkrättsligt perspektiv, Ulrich Beck ur ett sociologiskt angreppssätt och Jürgen Habermas har utarbetat de normativa principerna.

### Politiker
- År 2003 lade Bob Brown, ledaren för det australiska gröna partiet, fram ett förslag för global demokrati i den australiska senaten: "Jag föreslår: Att senaten stöder global demokrati baserad på principen 'en person, en röst, ett värde'; och stöder visionen om ett globalt parlament som ger alla världens människor lika rätt att besluta i frågor av internationell betydelse."[4]
- Graham Watson (tidigare ledamot av Europaparlamentet och tidigare ledare för Alliansen liberaler och demokrater för Europa) och Jo Leinen (ledamot av Europaparlamentet) är starka anhängare av global demokrati. De var bland dem som presenterade "Brysseldeklarationen om global demokrati" den 23 februari 2010, vid ett evenemang inne i Europaparlamentet.[5]
- Kampanjens vädjanden för en parlamentarisk församling inom FN har redan fått stöd av fler än 700 parlamentariker från fler än 90 länder.[6]

### Lista över framstående personer
- Garry Davis (fredsaktivist som skapade det första världspasset)
- Albert Einstein ("FN:s moraliska auktoritet skulle stärkas avsevärt om delegaterna valdes direkt av folket")
- George Monbiot ("Ett världsparlament låter de fattiga tala för sig själva")[7]
- Desmond Tutu ("Vi måste sträva efter en global demokrati, där inte bara de rika och mäktiga har något att säga till om, utan som behandlar alla, överallt, med värdighet och respekt")[8]
- Peter Ustinov (ordförande för den världsfederalistiska rörelsen från 1991 till 2004)
- Abhay K ("Den stora tillgången på internetanslutna mobiltelefoner banar väg för planetariskt medvetande och global demokrati")[9]